# Dulovine
Dulovine este un sat din comuna Kolašin, Muntenegru. Conform datelor de la recensământul din 2003, localitatea are 87 de locuitori (la recensământul din 1991 erau 370 de locuitori).

## Demografie
În satul Dulovine locuiesc 57 de persoane adulte, iar vârsta medie a populației este de 32,4 de ani (33,2 la bărbați și 31,5 la femei). În localitate sunt 20 de gospodării, iar numărul mediu de membri în gospodărie este de 4,35.
Populația localității este foarte eterogenă.
|  |

| Demografie | Demografie | Demografie |
| An         | Locuitori  | Locuitori  |
| ---------- | ---------- | ---------- |
|            |            |            |
|            |            |            |
|            |            |            |
|            |            |            |
| 1948       | 54         |            |
| 1953       | 55         |            |
| 1961       | 78         |            |
| 1971       | 97         |            |
| 1981       | 210        |            |
| 1991       | 370        | 368        |
| 2003       | 87         | 87         |

| \| Componența etnică conform recensământului din 2003[2] \| Componența etnică conform recensământului din 2003[2] \| Componența etnică conform recensământului din 2003[2] \| Componența etnică conform recensământului din 2003[2] \| Componența etnică conform recensământului din 2003[2] \| \| ----------------------------------------------------- \| ----------------------------------------------------- \| ----------------------------------------------------- \| ----------------------------------------------------- \| ----------------------------------------------------- \| \| \| \| \| \| \| \| Muntenegreni \| Muntenegreni \| \| 50 \| 57,47% \| \| Sârbi \| Sârbi \| \| 36 \| 41,37% \| \| Sloveni \| Sloveni \| \| 1 \| 1,14% \| \| necunoscută \| necunoscută \| \| 0 \| 0% \| |              |  |    |        |
| Componența etnică conform recensământului din 2003 |              |  |    |        |
| |              |  |    |        |
| Muntenegreni | Muntenegreni |  | 50 | 57,47% |
| Sârbi | Sârbi        |  | 36 | 41,37% |
| Sloveni | Sloveni      |  | 1  | 1,14%  |
| necunoscută | necunoscută  |  | 0  | 0%     |